# 贝斯蒂亚克
贝斯蒂亚克（法語：Bestiac，法語發音：[bɛstjak]）是法国阿列日省的一个市镇，属于富瓦区。

## 地理
贝斯蒂亚克（42°46'4"N, 1°47'14"E）面积6.57 平方千米，位于法国奧克西塔尼大區阿列日省，该省份为法国西南部内陆省份，西部和北部与上加龙省接壤，东临奥德省，东南至东比利牛斯省接壤，南与安道尔和西班牙接壤。
与贝斯蒂亚克接壤的市镇（或旧市镇、城区）包括：科苏、洛尔达、普拉德、蒂尼亚克、于纳克、韦尔诺。

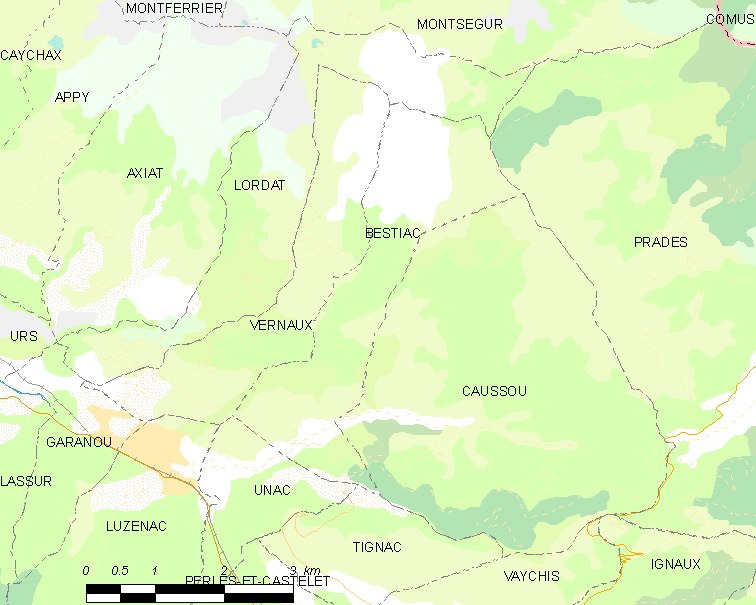
贝斯蒂亚克的OSM定位图

贝斯蒂亚克的时区为UTC+01:00、UTC+02:00（夏令时）。

## 行政
贝斯蒂亚克的邮政编码为09250，INSEE市镇编码为09053。

## 政治
贝斯蒂亚克所属的省级选区为上阿列日县。

## 人口

1962-2008年间贝斯蒂亚克人口变化图示

贝斯蒂亚克于2022年1月1日时的人口数量为30人。